# Tricyphona formosana
Tricyphona (Tricyphona) formosana là một loài ruồi trong họ Pediciidae. Chúng phân bố ở vùng Indomalaya.